# Aphidius rosae
Aphidius rosae is een insect dat behoort tot de orde vliesvleugeligen (Hymenoptera) en de familie van de schildwespen (Braconidae). De wetenschappelijke naam van de soort werd voor het eerst geldig gepubliceerd in 1833 door Alexander Henry Haliday. Het is een veelvoorkomende parasiet van bladluizen op rozenstruiken.